# International Commerce Centre
International Commerce Centre – wieżowiec w regionie Koulun, w Hongkongu, w Chinach. Budynek posiada 108 kondygnacji, a jego wysokość wynosi 484 metry. Budowa wieżowca skończyła się w 2010 roku i trwała blisko 8 lat. Budynek został zaprojektowany przez biuro architektoniczne Kohn Pedersen Fox. Na 108 piętrze znajduje się basen.